# خدعة رقعة الشطرنج

المربع (A) يبدو كما لو كان أغمق من المربع (B) مع أن كلاهما متطابق في اللون

خدعة رقعة الشطرنج (بالإنجليزية: Checker shadow illusion)‏ هي أحد أشكال الخداع البصري نشر من قبل إدوارد اديسون (Edward H. Adelson) أستاذ علم البصريات بمعهد ماساتشوست للتكنولوجيا عام 1995، وهي عبارة عن صورة ثلاثية الأبعاد لرقعة شطرنج فيها مربعات مضيئة وأخري مظلمة، وهذه المربعات مظللة جزئيًا بجسم اسطواني، ويكمن الخداع البصري في هذه الصورة في ظهور المربع (A) كما لو كان أغمق من المربع (B)، إلا أنه عند استخدام صورة ثنائية الأبعاد فإن كلا المربعين يظهران بصورة متطابقة (نفس اللون بنفس الدرجة)، أي أنها تطبع بنفس الكمية والدرجة من الحبر.

## التحقق
يمكن التحقق من تطابق المربعين من خلال تحليل إحدي الطرق الآتية:
- فتح الصورة في أحد برامج تعديل الصور واستخدام آداة قص الألوان للتأكد من أن كلاهما نفس اللون.

- رسم مستطيل يصل بين المربعين بلون أحدهما وسيظهر أنه نفس لون المربع الآخر.[2]

المستطيل الواصل بين المربعين يثبت أنهما بنفس اللون

- فصل كلا المربعين عن المربعات المحيطة وسيظهر أنهما نفس اللون.
- استخدم فوتوميتر.